# أريسريو بينتو سيلفا جونيور
أريسريو بينتو سيلفا جونيور (15 مايو 1977 في البرازيل – )؛ هو لاعب كرة قدم سابق كان يلعب كمدافع.

## وصلات خارجية
- أريسريو بينتو سيلفا جونيور على موقع رابطة كرة القدم اليابانية للمحترفين (اليابانية)
- أريسريو بينتو سيلفا جونيور على موقع قاعدة بيانات كرة القدم.إي يو (الإنجليزية)
- أريسريو بينتو سيلفا جونيور على موقع عالم كرة القدم.نت (الإنجليزية)